# Carole Ann Ford
Carole Ann Ford (16 de junio de 1940) es una actriz británica, más conocida por su papel de Susan Foreman en la serie británica de ciencia ficción de la BBC Doctor Who. También apareció en la adaptación cinematográfica de The Day of the Triffids (1962).

## Carrera
Ford ha tenido una carrera interpretativa larga y variada. Su trabajo teatral incluye comedia, dramas y musicales como The Jungle Book, Stranger in the House, Bakerloo to Paradise, The Owl and the Pussycat, The Rumpus, Orgullo y prejuicio, Inadmissible Evidence, Enrico, Expresso Bongo, La bella durmiente, You Never Can Tell, Ned Kelly, Mother, MacBett, The Boy Friend, Have You Seen Manchester y Private Lives.
En el cine hizo Sarah (sobre la vida de Sarah Bernhardt), Hiding Place, The Great St Trinian's Train Robbery, Mix Me a Person y el papel de la chica ciega Bettina en la película de ciencia ficción The Day of the Triffids.
Sin contar Doctor Who, sus apariciones televisivas incluyen Suspense (en la obra Man on a Bicycle), Whatever Happened to the Likely Lads?, Public Eye, Emergency Ward 10, Attorney General, Moonstrike, Compact, Probation Officer y Dial M for Murder. Según el documental Doctor Who: Origins, fue su aparición en Z-Cars la que animó a los productores a probar a Ford para su papel en Doctor Who.
Interpretando a la nieta del Doctor, ella fue una de los acompañantes originales que debutaron con el programa en 1963. Dejó la serie con una emotiva escena de despedida en 1964 en la conclusión de The Dalek Invasion of Earth, pero regresó brevemente para el especial del 20 aniversario, The Five Doctors en 1983, y también apareció en el especial benéfico del 30 aniversario, Dimensions in Time, y (con un personaje diferente), en el spin-off independiente de Doctor Who Shakedown: Return of the Sontarans. También ha aparecido en Juke Box Jury, varios concursos, y ha hecho numerosas interpretaciones de voz, tanto en doblajes como en obras de audio.
Ford está casada y tiene dos hijas. Dejó la interpretación tras una enfermedad en 1977, y desde entonces ha dado clases de voz, presentación y diálogo a políticos, hombres de negocios, conferenciantes y actores. También ha regresado al papel de Susan en varias obras de audio.

## Filmografía
- The Last Load (1948)
- The Ghost Train Murder (1959)
- Mix Me a Person (1962)
- The Day of the Triffids (1962)
- The Punch and Judy Man (1963)
- The Great St. Trinian's Train Robbery (1966)
- The Man Outside (1967)
- The Hiding Place (1975)
- An Adventure in Space and Time (2013)